# 李梅芳 (1935年)
李梅芳（1935年1月—2014年10月22日），女，湖北黄石人，中华人民共和国政治人物，曾任中共武汉市委常委、武汉市人民政府副市长、市委副书记、市人大常委会主任。